# 4Dwm
4Dwm es el gestor de ventanas de IRIX Interactive Desktop que normalmente se usa en las estaciones de trabajo de Silicon Graphics que ejecutan IRIX. 4Dwm se deriva del anterior Motif Window Manager y utiliza el kit de herramientas de widgets Motif en la parte superior del sistema X Window que se encuentra en la mayoría de los sistemas Unix. 4Dwm en IRIX fue uno de los primeros escritorios con interfaz gráfica de usuario predeterminada en ser estándar en un sistema informático Unix. 4Dwm se refiere al "Administrador de ventanas de cuarta dimensión" y no tiene relación con dwm. 
Existen otros gestores de ventanas X que imitan el aspecto de 4Dwm, como el tema 4Dwm para IceWM y 5Dwm.

## Características
- Un administrador de ventanas apilables
- Utiliza la biblioteca de widgets de Motif
- Las aplicaciones se pueden iniciar a través de un panel de menú
- Las decoraciones de ventanas incluyen bordes y una barra de título
- La barra de título proporciona un meta botón e instalaciones para minimizar y maximizar las ventanas.
- Soporte para temas